# Racovitzia
Racovitzia — рід окунеподібних риб родини Антарктичні плосконоси (Bathydraconidae). Рід поширений у Південному океані біля берегів Антарктиди та Чилі. Названий на честь румунського біолога Янко фон Раковіца.

## Класифікація
Рід містить два види:
- Racovitzia glacialis Dollo, 1900
- Racovitzia harrissoni (Waite, 1916)